# Fight Club (видео-игра)
Fight Club је борбена видео игра заснована на истоименом филму из 1999, који је заснован на истоименом роману Чака Поланика из 1996 . Издала га је 2004. године Vivendi Universal.

## Играње
Игра је стандардно понављање других формула у 3Д борбеним играма које су објављене за Xbox као не-аркадни портови, као што су Kakuto Chojin: Back Alley Brutal, Tao Feng: Fist of the Lotus и Dead or Alive 3. У погледу са стране, играчи контролишу једног од два лика који изводе различите борбене потезе док један не буде побеђен. Fight Club структурира формулу око премисе филма, где се два мушкарца тајно састају да би се међусобно покорили. У игри, играчи играју као један од 10+ оригиналних ликова, као што су борци из романа и филма, укључујући Тајлера Дурдена и Боба Полсона.
Игра покушава да ухвати осећај грубости филма са повредама нанетим играчима и крвљу која прска свуда, укључујући и екран. Игра такође покушава да уведе многе нове карактеристике у жанр борбених игара. Постоји хардкор режим, где се повреде преносе из једне борбе у другу, што може довести до тога да се играч толико повреди да буде приморан да се повуче. Игра такође прелази у режим који приказује рендгенске снимке лика да би се видело да су кости сломљене. Борбени потези имају за циљ да буду брутално насилни, као што је онај где је противникова рука видљиво сломљена у лакту. Нивои су такође дизајнирани око сцена из филма, као што су Лоуов бар и Paper Street.
Постоји режим приче, изграђен око оригиналног лика – који се зове само Херој – који се придружује Борилачком клубу након што је раскинуо са својом девојком. Победом у борбама, лик напредује кроз редове Fight Club-а, приближавајући се Project Mayhem и постаје десна рука Тајлера Дурдена. Прича се одудара од филма и романа на неколико начина како би се прилагодила новом лику. Режим Winning Story такође откључава Фреда Дурста, певача групе Лимп Бизкит, као лика који се може играти.

## Глумци
| Карактер         | Филм                | Видео игра        |
| ---------------- | ------------------- | ----------------- |
| Роберт Паулсон   | Мит Лоуф            | Мит Лоуф          |
| Механичар        | Холт Меклејн        | Холт Меклејн      |
| Дет. Стерн       | Том Госом Јр.       | Том Госом Јр.     |
| Бармен у Халоу   | Мајкл Шејмус Вилс   | Мајкл Шејмус Вилс |
| Лоу              | Питер Јакангело     | Мајк Стар         |
| Џек              | Едвард Нортон       | Дејв Витенберг    |
| "Јунак"          | Н/Д                 | Џастин Грос       |
| Тајлер Дурден    | Бред Пит            | Џошуа Леонард     |
| Ирвин            | Паул Дилон          | Давид А. Томас    |
| "Анђеоско лице"  | Џаред Лето          | Мајкл Мекмилијан  |
| Марла Сингер     | Хелена Бонам Картер | Ника Футерман     |
| Рејмонд К. Хесел | Џон Ким             | Емил Лин          |

## Пријем
Након пуштања, Fight Club је наишао на негативан пријем. GameRankings и Метакритик су му дали оцену од 40,11% и 37 од 100 за Xbox верзију, и 36,84% и 36 од 100 за Плејстејшн 2 верзију.  
Игру су углавном одбацили фанови и романа и филма као покушај да се успех приче музе за комерцијалну добит, а критичари су је универзално критиковали због сопствених заслуга. Критичари кажу да игра превише копира од других борбених игара без уношења много новог у жанр, и да има борбене потезе који се понављају и лошу анимацију. GameSpot је верзији за мобилне уређаје дао оцену 4,4 од десет и навео да искуство „недостаје на толико начина да му је тешко чак и да држи свећу свом имењаку. Игра је кратка, веома лака, а систем напада је непотребно разноврстан. Без обзира на ваше интересовање за тему, Fight Club дефинитивно није ваша врста игре.“ ИГН је истој верзији дао оцену 6,3 од 10 и рекао да „можда кошта само око четири долара за играње, али могу вам рећи да сада има превише бољих начина да потрошите четири долара“. Међутим, исти сајт је својој 3Д верзији дао оцену 4,1 од 10 и навео да то „једноставно није баш добра игра. Механика борбе је једноставно превише плитка, а сада смо видели са Brady Bunch Kung Fu и Medieval Combat, да је забавна туча заиста могућа на мобилном телефону. Упарите досадну игру са неким грешкама и не могу разумно препоручити Fight Club никоме, без обзира на то колико су свемирски мајмуни.“ 
Игра није успела да постигне комерцијални успех. Без обзира на то, Абрахам Линколн је рангиран на четвртом месту на листи десет најбољих политичара за видео игрице часописа Electronic Gaming Monthly због његовог појављивања у Fight Club за Плејстејшн 2. Game Informer је поставио Fight Club на десето место на листи „Топ десет борбених игара које бисмо волели да заборавимо“ 2011.